# Spoorlijn Katrineholm - Malmö
De spoorlijn Katrineholm - Malmö ook wel Zweeds: Södra stambanan genoemd is de Zweedse benaming voor een onderdeel van de spoorlijn tussen Stockholm C en Malmö C. Het traject liep vroeger over Falköping gelegen aan de Västra stambanan die tussen Stockholm C en Göteborg C loopt. De benaming Södra stambanan wordt tegenwoordig alleen nog gebruikt voor het traject tussen Nässjö en Malmö C.

## Geschiedenis
In verband met het Zweedse parlement een besluit genomen over een netwerk van routes die zouden worden gebouwd in een staat, waren de eerste en de hoogste prioriteit van de spoorwegen, die afkomstig waren uit Stockholm zuiden naar Göteborg en Skåne voor kontinentaltrafiken.
Aanvankelijk waren er verschillende eindbestemmingen waaronder de Zweedse havens voor de Södra stambanan in beeld:
- Ystad omdat deze het dichtst bij Duitsland en Polen ligt
- Helsingborg (stad) omdat deze het dichtst bij Denemarken ligt
- Malmö met een haven die het dichtst bij Kopenhagen ligt
- Lund de universiteit van de stad Lund en de stad Malmö samen aan het spoorwegnet

### Opening
Het eerste historische traject van de Södra stambanan werd in fases geopend met op 1 december 1856 het eerste trajectdeel tussen Malmö en Lund.
- Malmö – Lund, 16 km: geopend op 1 december 1856
- Lund – Örtofta, 10 km: geopend op 24 december 1857
- Örtofta – Höör, 28 km 4 oktober 1858
- Höör – Sösdala, 14 km: geopend op 18 juli 1859
- Sösdala – Hässleholm, 15 km: geopend op 1 december 1860
- Hässleholm – Älmhult, 51 km: geopend op 1 augusti 1862
- Falköping (Ranten) – Mullsjö, 38 km: geopend op 8 november 1862
- Älmhult – Liatorp, 16 km: geopend op 1 december 1862
- Mullsjö – Jönköping, 31 km: geopend op 1 december 1863
- Alvesta – Lammhult, 31 km: geopend op 1 juni 1864
- Lammhult – Sandsjö, 39 km: geopend op 1 oktober 1864
- Sandsjö – Nässjö – Jönköping, 60 km: geopend op 1 december 1864
- Sandsjö: vanaf 1922 vernoemd in Bodafors

### Eerste historische traject
Van het historische traject tussen Stockholm C en Malmö C liep het eerste deel tussen Stockholm C en Falköping C over het traject van de Västra stambanan.
Vanaf Falköping C werd van de Jönköpingsbanan gebruikgemaakt over het traject tussen Falköping C en Nässjö (stad).
Vanaf Nässjö werd van de Södra stambanan gebruikgemaakt over het traject tussen Nässjö en Malmö C.

### Tweede historische traject
Een verbetering van het historische traject tussen Stockholm C en Malmö C was de aanleg van de Östra stambanan tussen Katrineholm C en Nässjö (stad).
Van het historische traject tussen Stockholm C en Malmö C liep het eerste deel tussen Stockholm C en Katrineholm C over het traject van de Västra stambanan.
Vanaf Katrineholm C werd van de Östra stambanan gebruikgemaakt over het traject tussen Katrineholm C over Norrköping naar Nässjö.
Vanaf Nässjö werd van de Södra stambanan gebruikgemaakt over het traject tussen Nässjö en Malmö C.

### Tegenwoordige traject
Van het tegenwoordige traject tussen Stockholm C en Malmö C loopt het eerste deel tussen Stockholm C en Järna over het traject van de Västra stambanan.
Vanaf Järna werd van de Nyköpingsbanan gebruikgemaakt over het traject tussen Järna en Åby. Dit traject is echter enkelsporig en wordt nu hoofdzakelijk gebruikt voor lokale treinen. (een trein om de twee uur) Bijna alle langeafstand treinen rijden langs Katrineholm, een traject dat volledig dubbelsporig is en hoge snelheden toelaat.
Vanaf Åby werd van de Östra stambanan gebruikgemaakt over het traject tussen Åby en Nässjö.
Vanaf Nässjö werd van de Södra stambanan gebruikgemaakt over het traject tussen Nässjö en Malmö C.

## Trajecten
Het traject tussen Stockholm en Malmö, bekend als Södra stambanan, liep in het verleden over verschillende trajecten:
- Historische route Södra stambanan:
  - Västra stambanan: spoorlijn tussen Stockholm C - Södertälje (stad) - Katrineholm - Falköping – Göteborg C
  - Jönköpingsbanan: spoorlijn tussen Falköping (stad) - Jönköping – Nässjö (gemeente)
  - Södra stambanan: spoorlijn tussen Nässjö - Altvasta - Lund - Malmö
- Huidige route Södra stambanan:
  - Västra stambanan: spoorlijn tussen Stockholm C - Södertälje (stad) - Katrineholm - Falköping – Göteborg C
  - Nyköpingsbanan: spoorlijn tussen Södertälje – Norrköping
  - Östra stambanan: spoorlijn tussen Katrineholm - Norrköping - Mjöby - Nässjö (stad) 
  - Södra stambanan: spoorlijn tussen Nässjö (stad) - Altvasta - Lund - Malmö

## Bouw
De volgende particuliere spoorwegmaatschappijen bouwden de Väskustbanan en openden deze in de periode tussen 1876 en 1888 met hun afstand:

## Treindiensten

### SJ
De Statens Järnvägar verzorgt het personenvervoer op dit traject met X 2000 treinen. De treindienst werd uitgevoerd met treinstellen van het type X 2.
- 80: Stockholm C - (Södertalje Süd of Flemingsberg) - Norrköping C - Linköping C - Nässjö C - Alvesta - Hässleholm C - Lund C Malmö C - Luchthaven Kastrup - København H
- 100: Göteborg C - Varberg - Falkenberg - Halmstad C - Hässleholm C - Lund C - Malmö C - Luchthaven Kastrup - København H

Het samenwerking van SJ en DSB verzorgde vanaf het begin op 1 juli 2000 tot 11 januari 2009 het personenvervoer op dit traject met Ø-tag sneltreinen.
De treindienst werd uitgevoerd met treinstellen van het type Littera, Zweedse type: X31 / Deense type: ET
- 90: Karldkrona C - Kristianstad C - Hässleholm C - Lund C - Malmö C - Luchthaven Kastrup - København H
- 95: Kalmar C - Emmaboda - Växjo - Alvesta - Hässleholm C - Lünd C - Malmö C - Luchthaven Kastrup - København H
- 100: Göteborg C - Mölndal - Kungsbacka - Varberg - Falkenberg - Halmstad C - Laholm - Båstad - Ängelholm - Helsingborg C - Landskrona - Lund C - Malmö C - Luchthaven Kastrup - København H

### Arriva
De Arriva verzorgt tussen 17 juni 2007 en 15 juni 2016 in opdracht van Skånetrafiken het personenvervoer op dit traject met Pendeltåg stoptreinen. De treindienst werd uitgevoerd met treinstellen van het type X 11. Vanaf 2009 worden deze treinstellen vervangen door treinstellen van het type Coradia Nordic X 61.
- 104: Höör - Eslöv - Lund C - Malmö C
- 108: Ängelholm - Helsingborg C - Landskrona - Lund C - Malmö C

### Veolia
- 80: Stockholm C - Älvsjö - Norrköping C - Linköping C - Nässjö C - Alvesta - Hässleholm C - Lund C Malmö Syd

### DSBFirst
De DSBFirst verzorgt het personenvervoer op dit traject met Ø-tag sneltreinen.
De treindienst wordt uitgevoerd met treinstellen van het type Littera, Zweedse type: X31 / Deense type: ET
Sinds 11 januari 2009 tot 2015:
- 90: Karldkrona C - Kristianstad C - Hässleholm C - Lund C - Malmö C - Luchthaven Kastrup - København H
- 95: Kalmar C - Emmaboda - Växjo - Alvesta - Hässleholm C - Lünd C - Malmö C - Luchthaven Kastrup - København H
- 100: Göteborg C - Mölndal - Kungsbacka - Varberg - Falkenberg - Halmstad C - Laholm - Båstad - Ängelholm - Helsingborg C - Landskrona - Lund C - Malmö C - Luchthaven Kastrup - København H - Helsingør

## Aansluitingen
De eerste trein richting Göteborg vertrok in Stockholm van het station Stockholm Södra in het stadsdeel Södermalm. Tussen de stations Stockholm C en Stockholm Södra werd als Sammanbindningsbanan een aparte verbindingsspoor aangelegd.
In de volgende plaatsen was of is er een aansluiting van de volgende spoorwegmaatschappijen:

### Järna
- Grödingebanan, spoorlijn tussen Flemingsberg en Järna
- Nyköpingsbanan, spoorlijn van Järna naar Norrköping

### Katrineholm C
- Östra stambanan, spoorlijn tussen Katrineholm C -Norrköping - Nässjö
- Västra stambanan, spoorlijn tussen Stockholm C en Göteborg C

### Åby
- Nyköpingsbanan, spoorlijn van Järna naar Norrköping
- Östra stambanan, spoorlijn tussen Katrineholm C -Norrköping - Nässjö

### Norrköping C
- Nyköpingsbanan, spoorlijn van Järna naar Norrköping
- Östra stambanan, spoorlijn tussen Katrineholm C -Norrköping - Nässjö

#### Norrköping östra
- Norra Östergötlands Järnvägar (NÖJ) spoorlijn tussen Norrköping östra en Kimstad
- Norrköpings - Söderköping - Vikbolandets Järnväg (NSVJ) spoorlijn tussen Norrköping östra en Valdemarsvik

### Kimstad
- Norra Östergötlands Järnvägar (NÖJ) spoorlijn tussen Norsholm over Kimstad naar Finspång

### Norsholm
- Östra stambanan, spoorlijn tussen Katrineholm C -Norrköping - Nässjö
- Norsholm - Västervik - Hultsfreds Järnvägar (NVHJ) spoorlijn tussen Norsholm en Åtvidaberg
- Norra Östergötlands Järnvägar (NÖJ) spoorlijn tussen Norsholm over Kimstad naar Finspång

### Linköping C
In 1937 start Svenska Aeroplan Aktiebolaget (SAAB) in Trollhättan als fabrikant van militaire vliegtuigen. Na de Tweede Wereldoorlog lag de keuze voor het maken van auto's voor de hand. Met de in de vliegtuigbouw opgedane expertise op het gebied van de luchtweerstand had Saab een goede uitgangspositie voor de auto-industrie. In 1939 werd de concurrent Asja opgekocht en verhuisde het hoofdkantoor van Svenska Aeroplan Aktiebolaget naar Linköping. Reeds in juni 1947 zag het eerste protype het licht: de 92001 ofwel UrSaab, ontworpen door de Saab-fabriek in Linköping. De auto productie bleef in Trollhättan.

### Mjölby
- Godsstråket genom Bergslagen, spoorlijn tussen Mjölby-Hallsberg-Örebro-Avesta Krylbo-Storvik

### Falköping (Ranten)
- Västra stambanan, spoorlijn tussen Stockholm C en Göteborg C
- Halmstad - Nässjö Järnvägar (HNJ) spoorlijn tussen Halmstad en Falköping
  - Jörnkopingsbanan, spoorlijn tussen Falköping C en Nässjö
- Halmstad - Nässjö Järnvägar (HNJ) spoorlijn tussen Halmstad en Falköping
- Central järnvägen (VCJ) spoorlijn tussen Falköping C en Åsarp
- Spoorlijn Falköping C - Uddag, spoorlijn tussen Falköping C en Uddag
- Halmstad - Nässjö Järnvägar (HNJ) spoorlijn tussen Halmstad en Nässjö

### Vartofta
- - Jörnkopingsbanan, spoorlijn tussen Falköping C en Nässjö
- Tidaholms Järnväg (TJ) spoorlijn tussen Vartofta en Tidaholm
- Ulricehamns Järnväg (UJ) spoorlijn tussen Åsarp en Vartofta

### Jönköping
- - Jörnkopingsbanan, spoorlijn tussen Falköping C en Nässjö
- Halmstad - Nässjö Järnvägar (HNJ) spoorlijn tussen Halmstad en Nässjö

### Nässjö
- - Jörnkopingsbanan, spoorlijn tussen Falköping C en Nässjö
- Östra stambanan, spoorlijn tussen Katrineholm C - Norrköping - Nässjö
- Sävsjöström - Nässjö Järnväg (SäNJ) spoorlijn tussen Sävsjöström en Nässjö
  - Bockabanan, spoorlijn tussen Nässjö en Eksjö en naar Hultfred
  - Kalmar Järnvägar (KJ) spoorlijn tussen Kalmar en Nässjö
- Halmstad - Nässjö Järnvägar (HNJ) spoorlijn tussen Halmstad en Nässjö

### Sävajö
- Vetlanda - Sävsjö Järnväg (HvSJ)-(H) spoorlijn tussen Vetlanda en Sävsjö

### Altvasta
- Kust till kustbanan, spoorlijn tussen Göteborg C over Altvasta naar Kalmar / Karlskrona
- Växjö - Alvesta Järnväg (WAJ) spoorlijn tussen Växjö en Alvesta
- Borås - Alvesta Järnväg (BAJ) spoorlijn tussen Borås en Alvesta

### Vislande
- Karlshamn - Vislanda Järnväg (KWJ) spoorlijn tussen Karlshamn en Vislanda
- Vislanda - Bolmens Järnväg (ViBJ) spoorlijn tussen Vislanda en Bolmen
  - Karlshamn - Vislanda - Bolmens Järnväg (KVBJ) spoorlijn tussen Karlshamn en Bolmen

### Älmhult
- spoorlijn Älmhult - Kristianstad, spoorlijn tussen Älmhult en Kristianstad
- spoorlijn Älmhult - Sölvesborg, spoorlijn tussen Älmhult en Sölvesborg

### Hässleholm
- Skånebanan, spoorlijn tussen Kristianstad en Helsingborg
- Markarydsbanan, spoorlijn Markaryd-Veinge Järnväg (MaVJ) tussen Halmstad en Hässleholm

### Höör
- Östra Skånes Järnvägar (ÖSJ) spoorlijn tussen Höör (plaats) en Hörby (plaats in Skåne)

### Eslöv
- Landskrona & Helsingborgs Järnvägar (L&HJ) 1865
- Rååbanan, spoorlijn tussen Eslöv en Ramlösa over Teckomatorp
- Ystad - Eslövs Järnväg (YEJ) spoorlijn tussen Ystad en Eslöv
- Eslöv - Hörby Järnväg (EHJ) spoorlijn tussen Eslöv en Hörby
- Östra Skånes Järnvägar (ÖSJ) spoorlijn tussen Eslöv (plaats) en Åhus/Everöd
- Klippan-Röstånga Järnväg (KRJ) spoorlijn tussen Klippan (plaats) en Eslöv (plaats)

### Örtolta
- Kävlinge - Sjöbo Järnväg (KSJ) spoorlijn tussen Kävlinge over Örtolta naar Sjöbo

### Lund
- Västkustbanan, spoorlijn tussen Göteborg C en Lund C - (Malmö C)
- Lund - Kävlinge Järnväg (LKJ) spoorlijn tussen Lund en Kävlinge (plaats) 12,6 km
- Lund - Trelleborg Järnväg (LTJ)
- Landskrona - Lund - Trelleborg Järnväg (LLTJ)
- Bjärred - Lund - Harlösa Järnväg (BLHJ) spoorlijn tussen Bjärred over Lund naar Harlösa

### Malmö
In Malmö waren vier stations voor lokale en interlokale treinen.
Scania, dat het logo met de personenwagenfabrikant Saab deelt, is een Zweeds merk van gemotoriseerde voertuigen. Scania was van origine een bedrijf uit Malmö, dat is samengegaan met Vabis (Vagen Aktien Bolaget I Södertälje) uit Södertälje.

### Malmö Centraal

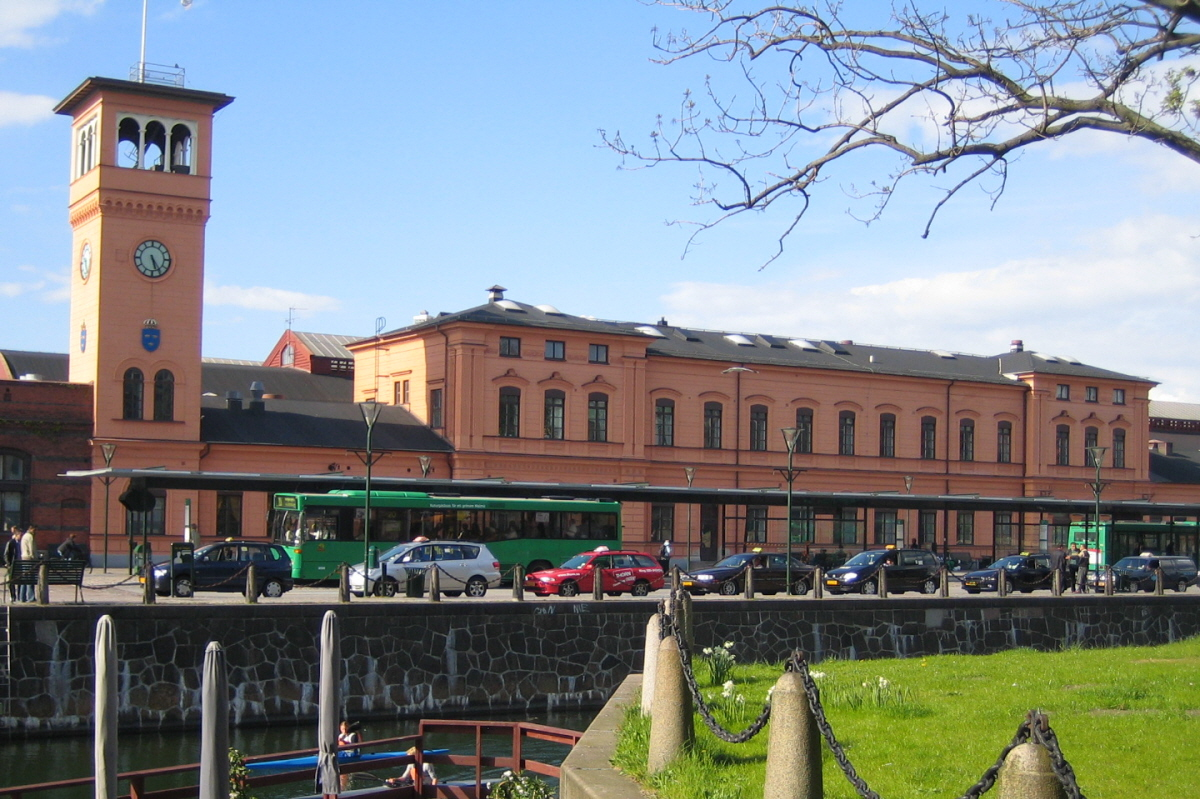
Malmö Centraalstation

Het station Malmö Central is gelegen aan de Skeppsbron was het beginpunt van de SJ spoorlijn over Lund en Falköping naar Stockholm en na 1896 de en de spoorlijn over Lund C naar Göteborg C rijden.
De architect van dit station was Folke Zettervall werd in 1856 geopend. Het station was aan de buitenzijde van de stad bij de veerhaven gevestigd.
Op 14 december 1866 werd het gebouw door een brand voor het grootste deel vernietigd. Deze werden in 1872 hersteld. Het station kreeg in 1926 de officieel naam Malmö Central
- Södra stambanan spoorlijn tussen Falköping C en Malmö C
- Malmö - Billesholms Järnväg (MBJ) treinen uit Billesholm

De (MBJ) werd in 1896 door de staat genationaliseerd en de bedrijfsvoering over gedragen aan de SJ. Het traject was onderdeel van de historische Västkustbanan route.
- Kopenhagen - Malmö, spoorlijn tussen Kopenhagen H en Malmö C
- Citytunnel Malmö tunnelspoorlijn langs het cenrtum van Malmö

De langeafstandstreinen worden in hoofdzaak uitgevoerd door X 2000 treindiensten van Malmö C door soms via Göteborg C naar Stockholm C rijden.
Ook is er de mogelijkheid om over te stappen Pågatågen personentreinen die geëxploiteerd worden door Skånetrafiken volgende lijnen:
- Malmö C - Ystad - Simrishamn
- Malmö C - Landskrona - Helsingborg - Ängelholm
- Malmö C - Teckomatorp - Helsingborg
- Malmö C - Lund C
- Malmö C - Höör

#### Malmö Östervärn
Het station Malmö Östervärn (vroeger Lundavägen) was het eindpunt voor de volgende trajecten:
- Malmö - Simmrischamn Järnväg (MSJ) spoorlijn uit Simmrischamn
- Malmö - Genarp Järnväg (MGJ) spoorlijn uit Genarp
- Malmö - Kontinentens Järnväg (MKJ) spoorlijn uit Trelleborg

Tegenwoordig is het een halte op het traject van de Skånetrafiken naar Ystad en Simrishamn

#### Malmö Västra

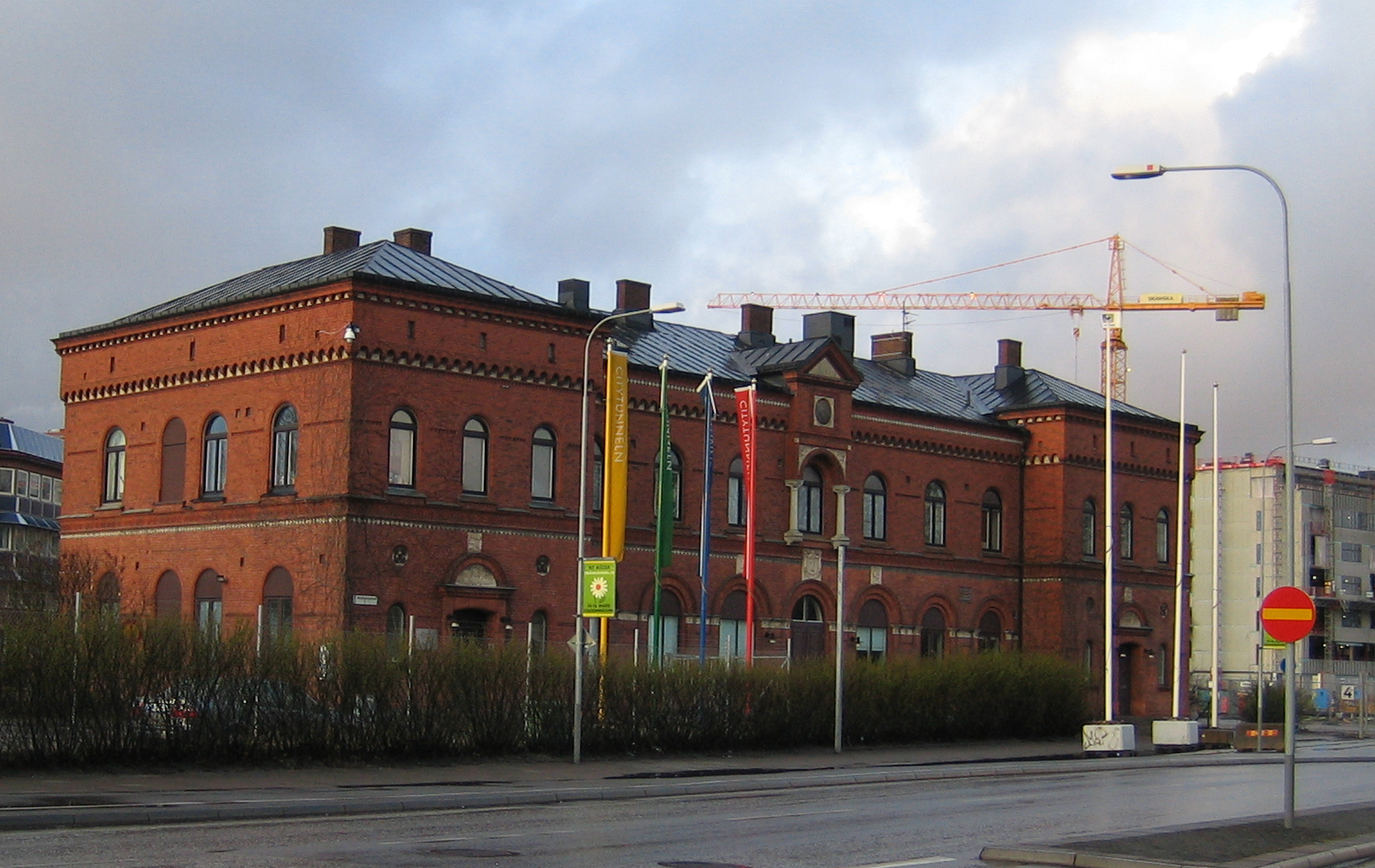
Malmö Västra

Het station Malmö Västra is gebouwd in 1874 voor de Malmö-Ystads Järnväg (MYJ) naar Ystad en vanaf 1886 ook de Malmö-Trelleborgs Järnväg (MTJ) naar Trelleborg was gevestigd aan de Bagers Plats. De treindiensten van de MYJ en de MTJ werden in 1955 opgeheven en werd het station Södervärn het beginpunt van deze lijnen. Het station was in gebruik als kantoor voor de Citytunnelprojektet, en is nu (2020) een restaurant.
Het station moet niet verwisseld worden met het Malmö-Limhamns Järnväg (MLJ) station.
Het station Malmö Västra was het eindpunt voor de volgende trajecten:
- Malmö - Ystads Järnväg (MYJ) spoorlijn uit Ystad
- Malmö - Trelleborgs Järnväg (MTJ) spoorlijn uit Trelleborg

#### Malmö MLJ
Het Malmö-Limhamns Järnväg (MLJ) station naar Limhamn was gelegen aan de Bassängkajen. Dit station is in 1960 afgebroken.
Het station Malmö MLJ was het eindpunt voor het traject:
- Malmö - Limhamns Järnväg (MLJ) spoorlijn uit Limhamns

#### Citytunnel Malmö

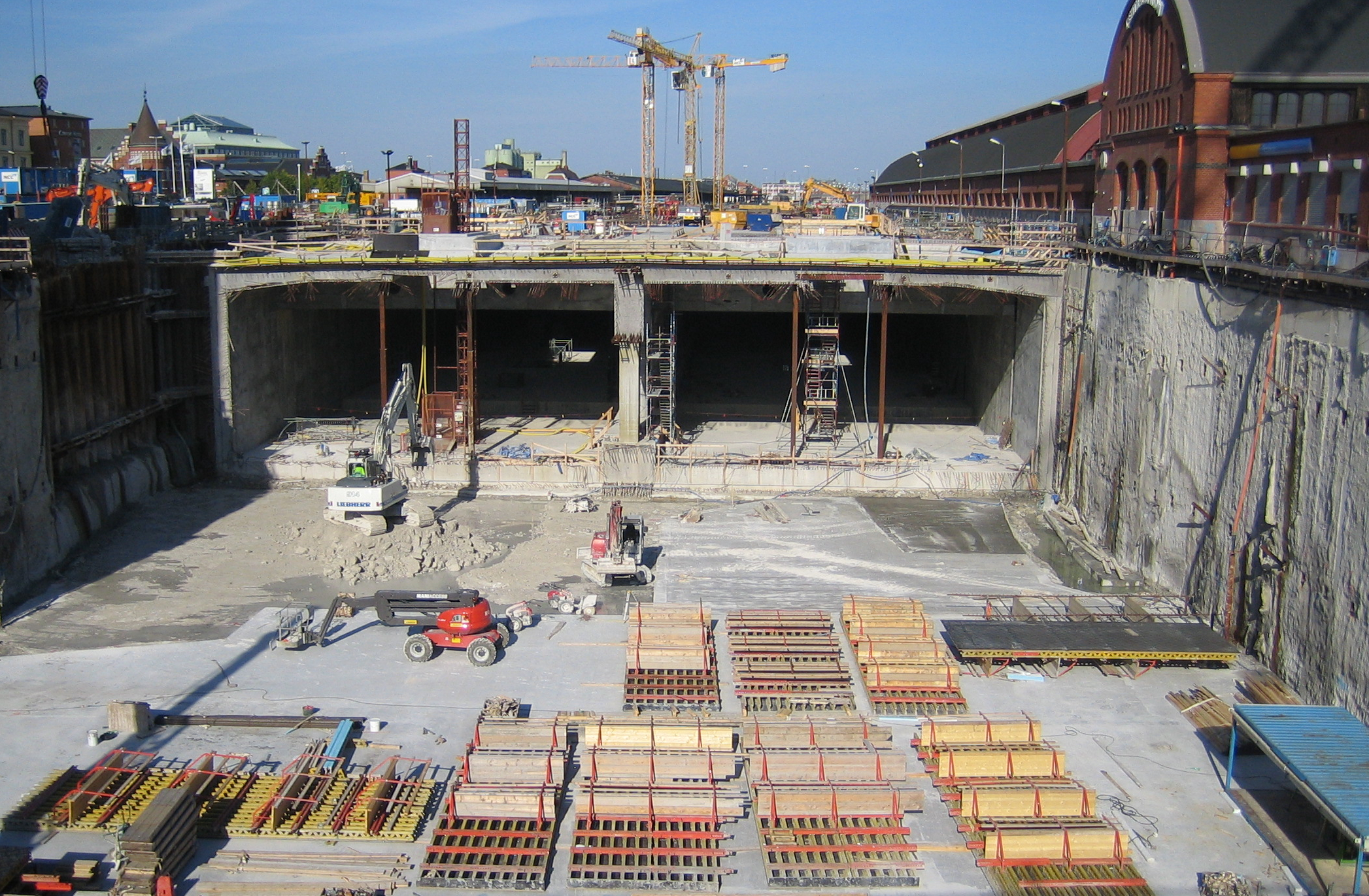
Citytunneln bij Malmö Centraal Station

In 1991 werd gelijk aan de spoorlijn Kopenhagen H - Malmö Centraal Station de planning van een city tunnel door de stad Malmö. In 2005 werd begonnen met de bouw. De tunnelboormachines Anna en Katrin begonnen in november 2006 en februari 2007 met de geboorde tunnel waarbij de tunnelboormachine Anna op 25 maart 2008 en de tunnelboormachine Karin op 21 april 2008 het ondergrondse station Malmö Centraal bereikte.
Naar verwachting wordt het tunneltraject in 2011 in gebruik genomen.

## Elektrische tractie
Het traject werd in fases geëlektrificeerd met een spanning van 15.000 volt 16 2/3 Hz wisselstroom.
- Falköping C – Nässjö. 113 km: geopend op 16 december 1932
- Malmö – Eslöv, 34 km: geopend op 4 april 1933
- Nässjö – Alvesta, 87 km: geopend op 23 juli 1933
- Eslöv – Hässleholm, 50 km: geopend op 2 september 1933
- Hässleholm – Alvesta, 98 km: geopend op 1 oktober 1933